# عباس میلانی
عبّاس ملک‌زاده میلانی (زاده ۱۳۲۸ در تهران) مورخ، ایران‌شناس، پژوهشگر و نویسنده ایرانی ساکن آمریکا است. میلانی مدیر برنامهٔ مطالعات ایرانی در دانشگاه استنفورد و استاد فراخوانده دانشکدهٔ علوم سیاسی آن دانشگاه است. او همچنین همکار و یکی از سرپرستان پروژهٔ دموکراسی ایران در نهاد هوور است.

## دوران تحصیل و تدریس
میلانی در ۱۳۴۵ از دبیرستان فنی اوکلند فارغ‌التحصیل شد و مدرک لیسانس خود را در رشته علوم سیاسی و اقتصاد از دانشگاه برکلی، کالیفرنیا دریافت نمود و در ۱۹۷۴ دکترای خود را در رشته علوم سیاسی از دانشگاه هاوایی گرفت. او پس از اخذ مدرک دکتری، در سال‌های ۱۳۵۴–۱۳۵۶ استاد دانشگاه ملی ایران (دانشگاه شهید بهشتی کنونی) شد.
او همچنین از سال ۱۳۵۸ تا سال ۱۳۶۶ استاد دانشکدهٔ حقوق و علوم سیاسی دانشگاه تهران بود. پس از آن نیز مدتی استاد تاریخ و علوم سیاسی و رئیس دانشکده در دانشگاه نوتردام دو نامور در کالیفرنیا بود، تا این‌که در سال ۱۳۸۰ به‌عنوان یکی از پژوهشگران مؤسسهٔ هوور انتخاب شد و بدین ترتیب نتردام را به مقصد استنفورد ترک کرد.

## فعالیت‌های سیاسی در دوران دانشجویی
میلانی به خاطر عضویت در «سازمان انقلابی حزب توده» که پس از کودتای ۲۸ مرداد، توسط گروهی از دانشجویان مخالف مواضع حزب توده ایران در کنفدراسیون دانشجویان ایرانی خارج از کشور تشکیل شد، در سال ۱۳۵۵ توسط ساواک دستگیر شد. در دادگاه اول به ۱۲ سال حبس، در دادگاه دوم به پنج سال حبس محکوم شد. اما پس از یک سال زندانی شدن، به دلیل سیاست جدید ایالات متحده (حقوق بشر که جیمی کارتر تئوریسین آن بود) توسط محمدرضا شاه پهلوی عفو گردید. منوچهر گنجی، به استناد گزارش پرویز ثابتی، به عضویت عباس میلانی در یک گروه چریکی چینی (در زمان محمدرضاشاه پهلوی) اشاره می‌کند.

## فعالیت‌های نویسندگی
عمده آثار میلانی در زمینه تاریخ سیاسی است. از کارهای نخست او، ترجمه کتاب مرشد و مارگاریتا بود. بعدها کتاب معمای هویدا (ابوالهول ایرانی) از او در ایران و خارج ایران بحث‌های زیادی برانگیخت، اما مهم‌ترین کتاب او تجدد و تجددستیزی در ایران است.
در سال ۲۰۰۹، دانشگاه سیراکیوس اقدام به انتشار کتابی در حیطهٔ تاریخ معاصر ایران به قلم عباس میلانی کرد. کتاب ایرانیان نامدار عنوان کتابی است که به نقش افراد اثرگذار در دوران سلطنت محمدرضاشاه پهلوی می‌پردازد.
در ژانویهٔ سال ۲۰۱۱، کتاب میلانی به نام شاه (که بعدها نسخهٔ فارسی آن را با نام نگاهی به شاه منتشر کرد) دربارهٔ زندگی محمدرضاشاه پهلوی در ایالات متحدهٔ آمریکا به زبان انگلیسی منتشر شد. نسخهٔ فارسی و کامل‌تر و اصلی این کتاب در سال ۲۰۱۳ با نام نگاهی به شاه در کانادا، اروپا و ایالات متحدهٔ آمریکا چاپ شد. این کتاب مستند نگاهی بی‌طرفانه به آخرین پادشاه ایران است. همزمان با این نسخه، چاپ مخدوشی از ترجمهٔ انگلیسی کتاب در ایران به‌طور غیرقانونی انتشار یافته است که مورد تأیید نویسنده (عباس میلانی) نیست. در همین راستا، نسخهٔ فارسی اصلی و مورد تأیید نویسنده، علاوه بر نسخهٔ چاپی آن، به صورت آنلاین (به‌طور رایگان برای ایرانیان داخل ایران) نیز در اختیار خوانندگان قرار گرفته است.
صادق زیباکلام کتاب محمدرضا پهلوی را بی‌طرفانه، واقع‌بینانه و حاوی ناگفته‌ها و نکات درستی دربارهٔ زندگی محمدرضاشاه می‌داند.

## نوشتن مقاله دربارهٔ لزوم آزاد شدن فرهاد میثمی
در ۵ دسامبر ۲۰۱۸ (چهارشنبه، چهاردهم آذرماه ۱۳۹۷) او به همراه فرانسیس فوکویاما، لَری دایموند و مایکل مک فاول در مقاله‌ای در روزنامهٔ واشینگتن پست، خواستار آن شدند که «شهروندان نگران، فعالان و سازمان‌های حقوق بشر و دولت‌های دموکرات جهان» از رهبران ایران بخواهند که «فرهاد میثمی بلافاصله آزاد شود و تحت مراقبت‌های پزشکی مستقل قرار گیرد».

## کتاب‌ها
- ریگان و پایه‌های قدرت او، ناشر: شرکت کاسیا، آذر ۱۳۶۰
- ترجمهٔ مرشد و مارگاریتا، اثر میخائیل بولگاکف
- تجدد و تجددستیزی در ایران (۱۹۹۹ میلادی)
- ابوالهول ایرانی (معمای هویدا)، تهران: اختران، ۲۰۰۰ میلادی
- نامداران ایران (۲۰۰۹ میلادی)
- محمدرضا پهلوی (۲۰۱۱ میلادی) (به انگلیسی)
- نگاهی به شاه (۲۰۱۳ میلادی) (به فارسی)، شرکت کتاب
- جریان‌های اصلی در مارکسیسم، برآمدن، گسترش و فروپاشی (۳ جلدی)، اثر لشک کولاکفسکی، تهران: آگاه
- چند گفتار دربارهٔ توتالیتاریسم، مقالاتی از داستایفسکی، نچائف، میلوش، کوندرا، کولاکوفسکی- نشر آتیه
- بنیادهای مسیحیت، اثر کارل کائوتسکی، تهران: امیرکبیر
- ایران در گذر روزگاران، در گفتگو با مسعود لقمان
- انسان گرایی در سعدی
- سرو ایرانی و جوانه‌های تجدد
- سی چهره (۲ جلد)
- دربارهٔ تجدد، سیاست، فرهنگ (۱۴۰۲)

- 1982: Malraux and the Tragic Vision, Agah Press
- 1987: On Democracy and Socialism, Pars Press
- 1996: Tales of Two Cities: A Persian Memoir , Mage Publishers (ISBN 0-934211-47-7)
- 1998: Modernity and Its Foes in Iran, Gardon Press
- 2000: The Persian Sphinx: Amir Abbas Hoveyda and the Riddle of the Iranian Revolution, Mage Publishers (ISBN 0-934211-61-2)
- 2004: Lost Wisdom: Rethinking Persian Modernity in Iran, Mage Publishers (ISBN 0-934211-89-2)
- 2008: Eminent Persians: The Men and Women Who Made Modern Iran, 1941 - 1979, syracuse university press (ISBN 978-0-8156-0907-0)
- 2011: The Shah, Palgrave Macmillan (ISBN 1-4039-7193-5)